# Lago di Haçlı
Il lago di Haçlı, noto anche come Lago di Bulanık, (in turco: Haçlı Gölü) è un lago di acqua dolce in Turchia. Il lago si trova a sud dell ilçe (distretto) di Bulanık della provincia di Muş a circa 39° 01'N e 42° 18'E. La sua distanza da Bulanık è di 10 chilometri. Esso è situato su un altopiano alto 1.600 metri. La sua area è di circa 10 chilometri quadrati e la sua profondità massima è di 7 metri. L'area e la profondità rimangono costanti tra l'estate e l'inverno. Il lago è alimentato dal torrente Şeyhkorum e da alcuni corsi d'acqua più piccoli.

## Fauna
La canapiglia, la casarca, la damigella di Numidia sono tra gli uccelli presenti nel lago. La zootecnia è una delle principali attività economiche intorno al lago. La pesca ha un'importanza minore.